# Wyrozęby-Konaty
Wyrozęby-Konaty [vɨrɔˈzɛmbɨ kɔˈnatɨ] est un village polonais de la gmina de Repki dans le powiat de Sokołów et dans la voïvodie de Mazovie, au centre-est de la Pologne.
Sa population compte environ 220 habitants.